# أداد كبير الأوراق
أداد كبير الأوراق (الاسم العلمي: Carlina macrophylla) نوع نباتي ينتمي إلى جنس الأداد من الفصيلة النجمية.